# Ahmed Sayed
Ahmed Sayed  (10 januari 1996) is een Egyptische voetballer die onder de naam 'Zizo' speelt. Hij speelt als middenvelder bij Lierse SK. Hij debuteerde op 29 maart 2014 in de Jupiler Pro League tegen Waasland-Beveren. Hij viel na 59 minuten in voor Souleymane Diomande. De match hierop startte hij in de basis tegen AA Gent. Na 43 minuten moest hij vervangen worden door een blessure. Zizo komt uit de Egyptische JMG-academie.

## Statistieken
| Seizoen        | Club                | Land              | Competitie         | Competitie | Competitie | Beker | Beker | Internationaal | Internationaal | Totaal | Totaal |
| Seizoen        | Club                | Land              | Competitie         | Wed.       | Dlp.       | Wed.  | Dlp.  | Wed.           | Dlp.           | Wed.   | Dlp.   |
| -------------- | ------------------- | ----------------- | ------------------ | ---------- | ---------- | ----- | ----- | -------------- | -------------- | ------ | ------ |
| 2013/14        | K. Lierse SK        | Vlag van België   | Jupiler Pro League | 5          | 0          | 0     | 0     | —              | —              | 5      | 0      |
| 2014/15        | K. Lierse SK        | Vlag van België   | Jupiler Pro League | 34         | 2          | 1     | 0     | —              | —              | 35     | 2      |
| 2015/16        | K. Lierse SK        | Vlag van België   | Tweede Klasse      | 19         | 2          | 0     | 0     | —              | —              | 19     | 2      |
| 2016/17        | K. Lierse SK        | Vlag van België   | Eerste klasse B    | 17         | 0          | 1     | 1     | —              | —              | 18     | 1      |
| 2016/17        | CD Nacional Madeira | Vlag van Portugal | Primeira Liga      | 13         | 2          | 0     | 0     | —              | —              | 13     | 2      |
| Carrièretotaal | Carrièretotaal      | Carrièretotaal    | Carrièretotaal     | 88         | 6          | 2     | 1     | 0              | 0              | 90     | 7      |

Bijgewerkt t/m 11 augustus 2017.
2 Vinck ·
4 Frans ·
5 Boussaid ·
7 El-Gabas ·
8 Allach ·
11 Laurent ·
12 Kasmi ·
13 Buysens ·
14 Yakubu ·
15 Bourdin ·
16 Poelmans ·
17 Weuts ·
18 Wils ·
21 Sabir ·
22 Joachim ·
23 De Busser ·
24 Diarra ·
25 Binst ·
30 Goris ·
32 Andrei ·
34 Hall ·
39 Ntambwe ·
44 Janssens ·
44 Janssens ·
77 Yagan ·
Badibanga ·
Coach: Still
2 Vinck ·
4 Frans ·
5 Boussaid ·
7 El-Gabas ·
8 Allach ·
11 Laurent ·
12 Kasmi ·
13 Buysens ·
14 Yakubu ·
15 Bourdin ·
16 Poelmans ·
17 Weuts ·
18 Wils ·
21 Sabir ·
22 Joachim ·
23 De Busser ·
24 Diarra ·
25 Binst ·
30 Goris ·
32 Andrei ·
34 Hall ·
39 Ntambwe ·
44 Janssens ·
44 Janssens ·
77 Yagan ·
Badibanga ·
Coach: Still